# Rakieta suborbitalna

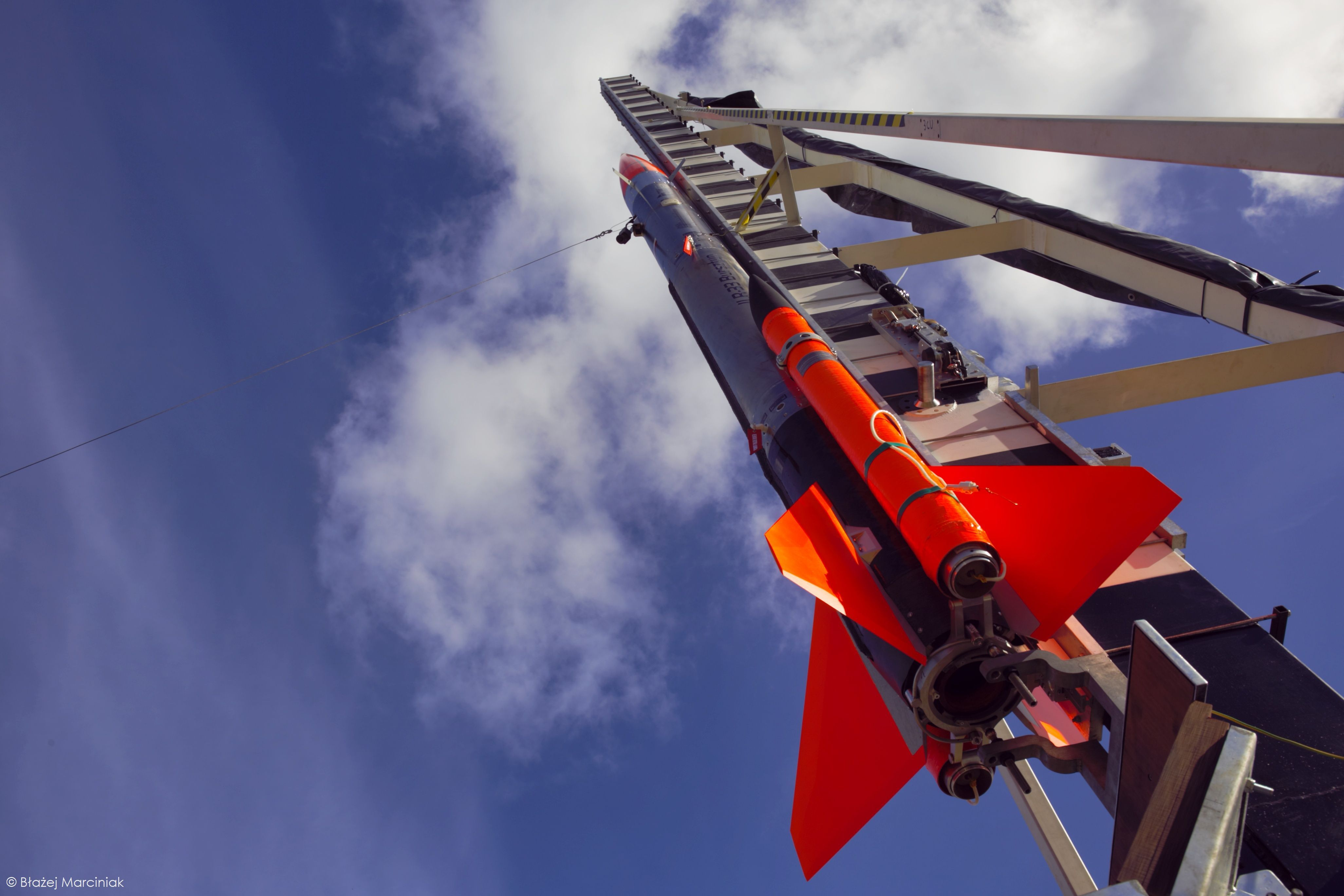
Przykład rakiety suborbitalnej - ILR-33 BURSZTYN

Rakieta suborbitalna (zwana również rakietą sondującą) – pojazd całkowicie lub częściowo napędzany napędem rakietowym w celu lotu po trajektorii suborbitalnej, którego ciąg jest wyższy niż siła nośna przez większość wzlotu z pracującym napędem". Przykładami takich rakiet są Black Brant, Space Loft XL, ILR-33 BURSZTYN czy New Shepard.

## Historia
Pierwszą rakietą zdolną do wykonania lotu suborbitalnego była niemiecka rakieta V2. Jeszcze w czasie trwania II Wojny Światowej brytyjski pisarz Arthur C. Clarke zaproponował, aby po wojnie wykorzystać te rakiety do celów naukowych. W swoim liście opublikowanym w czasopiśmie Wireless World postulował przeprowadzanie lotów na wysokość warstw E, F1 oraz F2 jonosfery, przesyłanie zbieranych danych na Ziemię za pomocą telemetrii a następnie zapewnienie bezpiecznego lądowania na spadochronie.
Po zakończeniu wojny znaczna część rakiet oraz zaangażowanego w ich rozwój i produkcję personelu została przechwycona przez wojska aliantów, szczególnie dużo przez wojska USA. To właśnie w Stanach Zjednoczonych miały miejsce pierwsze loty suborbitalne w celach naukowych. Nastąpił rozwój nowych konstrukcji zarówno w Stanach Zjednoczonych, jak i w innych krajach, w tym w Polsce, w ramach programu Meteor. Większość rakiet suborbitalnych wykorzystywanych od lat 50. miała silniki na stały materiał pędny. Obecnie coraz częstsze jest wykorzystywanie silników na ciekłe materiały pędne lub silników hybrydowych.

## Zastosowania
Rakiet suborbitalne wykorzystywane są do sondażu atmosfery, tj. do wykonywania pomiarów na dużych wysokościach, niedostępnych dla balonów stratosferycznych. Częste są również badania wykorzystujące panujące w rakiecie przez pewien czas lotu warunki mikrograwitacji. Pułap lotu wielu rakiet pozwala na prowadzenie obserwacji astronomicznych bez zakłóceń atmosferycznych. Warunki panujące na rakietach pozwalają również na walidację technologii kosmicznych, rakietowych oraz militarnych. Rakiety suborbitalne wykorzystywane są również szeroko w celach edukacyjnych, czego przykładem są loty rakiety REXUS. W roku 2021 rozpoczęły się pierwsze suborbitalne, turystyczne loty kosmiczne.